# Atrophaneura kuehni
Atrophaneura kuehni är en fjärilsart som först beskrevs av Eduard Honrath 1887.  Atrophaneura kuehni ingår i släktet Atrophaneura och familjen riddarfjärilar. Inga underarter finns listade i Catalogue of Life.